# Kalužovka
Kalužovka je potok na horní Oravě, na území okresu Námestovo. Jde o pravostranný přítok Polhoranky a měří 2,8 km a je tokem VI. řádu.

## Pramen
Pramení v Oravských Beskydech, v podcelku Polhoranská vrchovina, na severozápadním svahu Klobásové (939,8 m n. m.) v nadmořské výšce cca 838 m n. m., v blízkosti slovensko-polské státní hranice.

## Popis toku
Nejprve teče severovýchodním směrem vzpřímeným korytem, zleva přibírá přítok (796,3 m n. m.) zpod hraničního Beskydu a stáčí se na východ. Z pravé strany dále přibírá přítok ze severovýchodního svahu Klobásové, přičemž se na krátkém úseku rozděluje na dvě ramena a postupně se stáčí na jihovýchod. Nakonec protéká kolem bývalé přírodní rezervace Tisovnica na levém břehu a severně od samoty Vydrovka ústí v nadmořské výšce 733,1 m n. m. do Polhoranky.